# Gare de Verviers-Palais
La gare de Verviers-Palais est une halte ferroviaire belge de la ligne 37, de Liège-Guillemins à Hergenrath (frontière), située à proximité du centre-ville de Verviers, en Région wallonne, dans la province de Liège.
C'est une halte de la Société nationale des chemins de fer belges (SNCB) desservie par des trains Suburbains (S41).

## Situation ferroviaire
Établie à 181 m d'altitude, la gare de Verviers-Palais est située au point kilométrique (PK) 25,352 de la ligne 37, de Liège-Guillemins à Hergenrath (frontière), entre les gares ouvertes de Verviers-Central et de Dolhain-Gileppe.

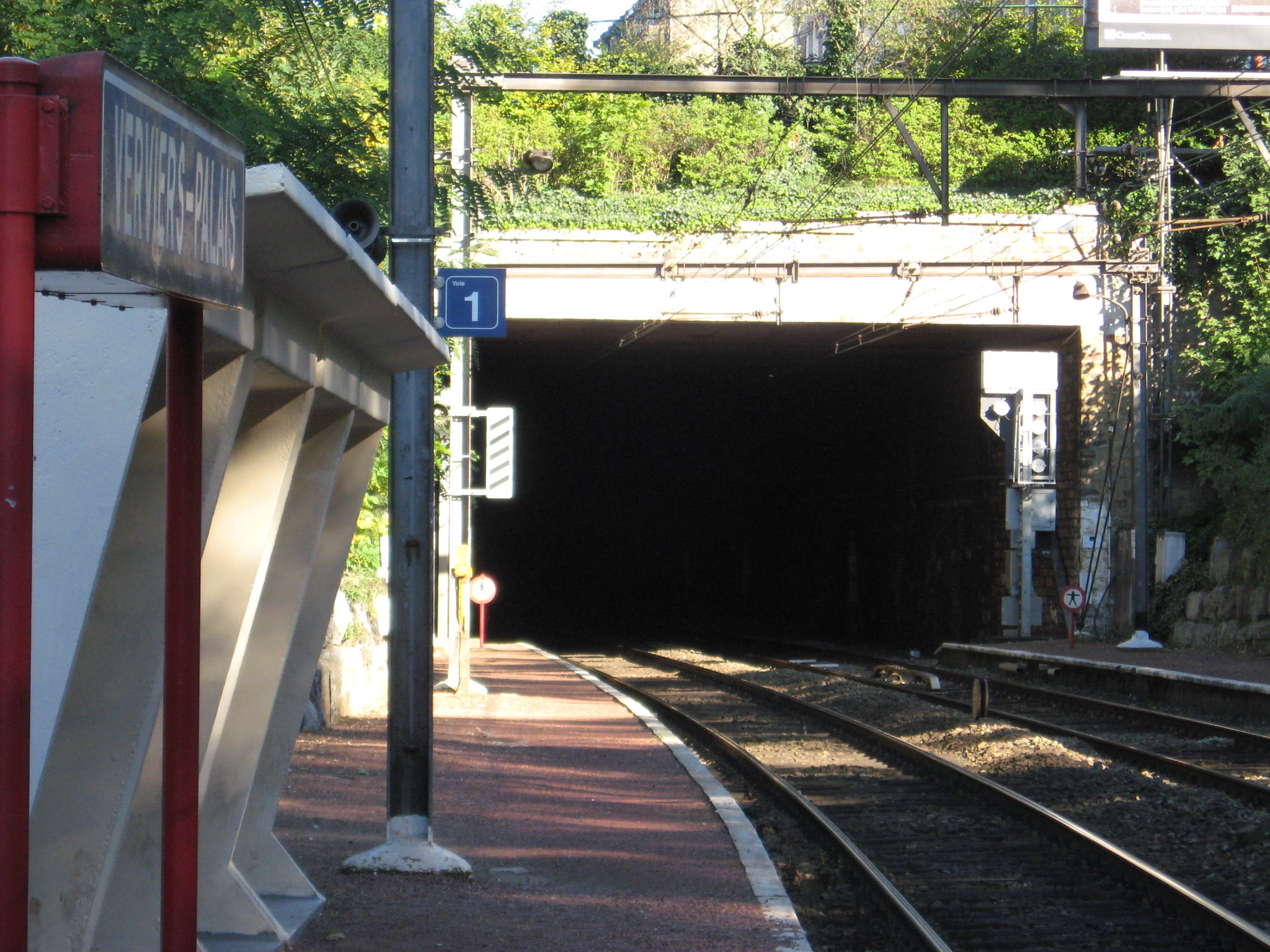
Le tunnel du palais à l'extrémité de la halte.

## Histoire
En raison de travaux effectués par Infrabel, le parcours des trains L dut être adapté entre juin et décembre 2019, la desserte de Verviers-Palais en semaine étant limitée à deux trains par jour dans chaque sens. Le retour à la normale s'effectua plus tôt que prévu, le 17 novembre 2019.

## Service des voyageurs

### Accueil
Halte SNCB, c'est un point d'arrêt non géré (PANG) à accès libre.
Accès PMR et vélo
Rampe depuis le quai numéro 1 (trains généralement depuis Verviers central) présente jusqu'au trottoir. Présence de bordures et véhicules en stationnement qui peuvent gêner le passage. 
Accès avec des marches d'escalier depuis le quai numéro 2.

### Desserte
Verviers-Palais est desservie par des trains Suburbains (S41) et Omnibus (L) de la SNCB.
En semaine comme les week-ends, la desserte est constituée de trains S41 reliant Liège-Saint-Lambert à Aix-la-Chapelle au rythme d'un par heure. Un aller-retour de trains L entre Spa-Géronstère et Welkenraedt s'ajoute le matin et l'après-midi en semaine.

### Intermodalité
Le stationnement des véhicules est possible à proximité. Elle est desservie par des bus de l'Opérateur de transport de Wallonie (TEC).

## Comptage voyageurs
Le graphique et le tableau montrent le nombre de passagers qui en moyenne embarquent durant la semaine, le samedi et le dimanche.
| Nombre de voyageurs qui embarquent à la gare de verviers-Palais | Nombre de voyageurs qui embarquent à la gare de verviers-Palais | Nombre de voyageurs qui embarquent à la gare de verviers-Palais | Nombre de voyageurs qui embarquent à la gare de verviers-Palais |
|                                                                 | Semaine                                                         | Samedi                                                          | Dimanche                                                        |
| --------------------------------------------------------------- | --------------------------------------------------------------- | --------------------------------------------------------------- | --------------------------------------------------------------- |
| 1977                                                            | 389                                                             | 56                                                              | 28                                                              |
| 1978                                                            | 472                                                             | 62                                                              | 27                                                              |
| 1979                                                            | 462                                                             | 86                                                              | 33                                                              |
| 1980                                                            | 459                                                             | 80                                                              | 34                                                              |
| 1981                                                            | 599                                                             | 104                                                             | 47                                                              |
| 1982                                                            | 508                                                             | 106                                                             | 31                                                              |
| 1983                                                            | 483                                                             | 87                                                              | 26                                                              |
| 1984                                                            | 339                                                             | 104                                                             | 30                                                              |
| 1985                                                            | 346                                                             | 92                                                              | 52                                                              |
| 1986                                                            | 342                                                             | 102                                                             | 41                                                              |
| 1987                                                            | 316                                                             | 84                                                              | 43                                                              |
| 1988                                                            | 306                                                             | 97                                                              | 36                                                              |
| 1989                                                            | 336                                                             | 74                                                              | 39                                                              |
| 1990                                                            | 263                                                             | 73                                                              | 49                                                              |
| 1991                                                            | 326                                                             | 74                                                              | 30                                                              |
| 1992                                                            | 425                                                             | 88                                                              | 47                                                              |
| 1993                                                            | 276                                                             | 84                                                              | 53                                                              |
| 1994                                                            | 360                                                             | 109                                                             | 63                                                              |
| 1995                                                            | 329                                                             | 107                                                             | 38                                                              |
| 1996                                                            | 266                                                             | 74                                                              | -                                                               |
| 1997                                                            | 252                                                             | 78                                                              | -                                                               |
| 1998                                                            | 300                                                             | 42                                                              | 28                                                              |
| 1999                                                            | 256                                                             | 42                                                              | 14                                                              |
| 2000                                                            | 324                                                             | 68                                                              | 31                                                              |
| 2001                                                            | 288                                                             | 40                                                              | 25                                                              |
| 2002                                                            | 281                                                             | 42                                                              | 20                                                              |
| 2003                                                            | 215                                                             | 47                                                              | 18                                                              |
| 2004                                                            | 232                                                             | 40                                                              | 31                                                              |
| 2005                                                            | 280                                                             | 82                                                              | 20                                                              |
| 2006                                                            | 234                                                             | 57                                                              | 18                                                              |
| 2007                                                            | 250                                                             | 72                                                              | 24                                                              |
| 2008                                                            | -                                                               | -                                                               | -                                                               |
| 2009                                                            | 187                                                             | 38                                                              | 19                                                              |
| 2010                                                            | -                                                               | -                                                               | -                                                               |
| 2011                                                            | -                                                               | -                                                               | -                                                               |
| 2012                                                            | 155                                                             | 30                                                              | 17                                                              |
| 2013                                                            | 182                                                             | 33                                                              | 26                                                              |
| 2014                                                            | 212                                                             | 47                                                              | 22                                                              |
| 2015                                                            | 122                                                             | 29                                                              | 21                                                              |
| 2016                                                            | 107                                                             | 27                                                              | 28                                                              |
| 2017                                                            | 80                                                              | 25                                                              | 19                                                              |
| 2018                                                            | 11                                                              | 23                                                              | 17                                                              |
| 2019                                                            | 8                                                               | 24                                                              | 20                                                              |
| 2020                                                            | 73                                                              | 11                                                              | 32                                                              |
| 2021                                                            | -                                                               | -                                                               | -                                                               |
| 2022                                                            | 91                                                              | 21                                                              | 18                                                              |
| 2023                                                            | 59                                                              | 24                                                              | 22                                                              |
| 2024                                                            | 96                                                              | 31                                                              | 25                                                              |